# 人間の動静脈一覧

人間の動静脈

人間の動静脈一覧（にんげんのどうじょうみゃくいちらん）は、人間の動脈と静脈を一覧にしたものである。

## 動脈系

### 胸部動脈
- 内胸動脈
- 肋頸動脈
- 肺動脈
- 大動脈（胸大動脈）
- 冠状動脈
- 腕頭動脈
- 総頸動脈
- 細動脈

### 腹部動脈
- 腹大動脈
- 上横隔動脈
- 下横隔動脈
- 腰動脈
- 正中仙骨動脈
- 腹腔動脈
- 上腸間膜動脈
- 下腸間膜動脈
- 胃動脈
- 胃冠状動脈
- 胃大網動脈
- 胃十二指腸動脈
- 空腸動脈
- 回腸動脈
- 結腸動脈
- 中結腸動脈
- 回結腸動脈
- S状結腸動脈
- 虫垂動脈
- 上膵十二指腸動脈
- 下膵十二指腸動脈
- 辺縁動脈
- 直動脈
- 短胃動脈
- 脾動脈
- 副腎動脈
- 腎動脈
- 卵巣動脈
- 精巣動脈
- 腸腰動脈
- 上膀胱動脈
- 下膀胱動脈
- 子宮動脈
- 腟動脈
- 上直腸動脈
- 中直腸動脈
- 下直腸動脈
- 臍帯動脈
- 浅腸骨回旋動脈
- 深腸骨回旋動脈
- 外陰部動脈
- 内陰部動脈
- 外側仙骨動脈
- 上殿動脈
- 下殿動脈
- 閉鎖動脈
- 総腸骨動脈
- 外腸骨動脈
- 内腸骨動脈
- 固有肝動脈
- 総肝動脈
- 胆嚢動脈
- 葉間動脈
- 小葉間動脈
- 輸入細動脈
- 輸出細動脈
- 直細動脈
- 精巣動脈
- 精管動脈
- 浅陰茎背動脈
- 深陰茎背動脈
- 陰茎深動脈
- ラセン動脈
- 前陰嚢動脈
- 後陰嚢動脈
- 子宮動脈
- 卵巣動脈
- 上副腎動脈
- 中副腎動脈
- 下副腎動脈

### 上肢動脈
- 鎖骨下動脈
- 腋窩動脈
- 浅頸動脈
- 頸横動脈
- 背側肩甲動脈
- 甲状頸動脈
- 肩甲下動脈
- 胸肩峰動脈
- 上腕動脈
- 上腕深動脈
- 上腕回旋動脈
- 最上胸動脈
- 外側胸動脈
- 総腸骨間動脈
- 前骨間動脈
- 橈骨動脈
- 尺骨動脈
- 背側指動脈
- 母指主動脈
- 総掌側指動脈
- 上尺側側副動脈
- 下尺側側副動脈
- 上甲状腺動脈
- 背側中手動脈

### 下肢動脈
- 大腿深動脈
- 膝窩動脈
- 前脛骨動脈
- 下殿動脈
- 外腸骨動脈
- 大腿動脈
- 足背動脈
- 後脛骨動脈
- 内側足底動脈
- 外側足底動脈
- 腓骨動脈
- 腓腹動脈
- 前脛骨動脈
- 後脛骨動脈
- 下行膝動脈
- 内側上膝動脈
- 外側上膝動脈
- 内側下膝動脈
- 外側下膝動脈
- 中膝動脈
- 貫通動脈
- 弓状動脈
- 内側回旋動脈
- 外側回旋動脈

## 静脈系

### 胸部静脈
- 肺静脈
- 冠状静脈
- 上大静脈
- 腕頭静脈
- 内胸静脈
- 最上肋間静脈
- 大心臓静脈
- 前心臓静脈
- 中心臓静脈
- 小心臓静脈
- 椎骨静脈
- 細静脈

### 腹部静脈
- 下大静脈
- 上横隔静脈
- 下横隔静脈
- 胃静脈
- 脾静脈
- 副腎静脈
- 腎静脈
- 総腸骨静脈
- 内腸骨静脈
- 外腸骨静脈
- 臍静脈
- 深腸骨回旋静脈
- 蔓状静脈叢
- 直腸静脈叢
- 上腸間膜静脈
- 下腸間膜静脈
- 肋下静脈
- 肋間静脈
- 上腹壁静脈
- 下腹壁静脈
- 腰帯静脈
- 上行腰静脈
- 肝門脈（門脈）
- 肝静脈
- 奇静脈
- 半奇静脈
- 副半奇静脈
- 臍傍静脈
- 葉間静脈
- 小葉間静脈
- 弓状静脈
- 星状細静脈
- 精巣静脈
- 卵巣静脈

### 上肢静脈
- 胸肩峰静脈
- 鎖骨下静脈
- 腋窩静脈
- 上腕回旋静脈
- 肩甲下静脈
- 外側胸静脈
- 橈側皮静脈
- 副橈側皮静脈
- 掌側皮静脈
- 背側皮静脈
- 上腕静脈
- 尺側皮静脈
- 肘正中皮静脈
- 深肘正中皮静脈
- 前腕肘正中皮静脈
- 橈骨静脈
- 尺骨静脈
- 前骨間静脈
- 後骨間静脈
- 深掌静脈弓
- 浅掌静脈弓
- 背側指静脈

### 下肢静脈
- 大伏在静脈
- 小伏在静脈
- 副伏在静脈
- 大腿静脈
- 大腿深静脈
- 浅腹壁静脈
- 深腹壁静脈
- 外陰部静脈
- 内陰部静脈
- 膝窩静脈
- 後脛骨静脈
- 前脛骨静脈
- 腓骨静脈
- 貫通静脈
- 外側足縁静脈
- 内側足縁静脈
- 足背指静脈